# Porosimetria
La porosimetria és una tècnica analítica utilitzada per determinar diversos aspectes quantificables de la naturalesa porosa d'un material, com el diàmetre del porus, el volum total de porus, l'àrea superficial, i el volum i densitats absolutes.
La tècnica implica la intrusió d'un líquid no humectant (sovint mercuri) a alta pressió en un material mitjançant l'ús d'un porosímetre. La mida de porus pot determinar segons la pressió externa necessària per forçar el líquid a entrar en un porus en contra de la força d'oposició de la tensió superficial del líquid.
Una equació de balanç de força coneguda com l'equació de Washburn per al material anteriorment que té porus cilíndrics es dona com:
{\displaystyle P_{L}-P_{G}={\frac {4\sigma \cos \theta }{D_{P}}}}
{\displaystyle P_{L}} = pressió del líquid
No s'ha pogut entendre (MathML amb SVG o PNG alternatiu (recomanat per a navegadors moderns i eines d'accessibilitat): Resposta invàlida («Math extension cannot connect to Restbase.») del servidor «http://localhost:6011/ca.wikipedia.org/v1/»:): {\displaystyle P_{G}}
 = pressió del gas
{\displaystyle \sigma } = tensió superficial del líquid
{\displaystyle \theta } = Angle de contacte del líquid d'intrusió
{\displaystyle D_{P}} = diàmetre del porus
Ja que la tècnica normalment es fa sota el buit, la pressió de gas comença en zero. L'angle de contacte del mercuri amb la majoria dels sòlids és d'entre 135° i 142°, de manera que es pot prendre sense gaire error una mitjana de 140°. La tensió superficial del mercuri a 20 °C en el buit és de 480 mN/m. Amb les diverses substitucions, l'equació es converteix en:
{\displaystyle D_{P}={\frac {1470\ {\text{kPa}}\cdot \mu {\text{m}}}{P_{L}}}}
A mesura que augmenta la pressió, també ho fa el volum de porus acumulatiu. Des del volum de porus acumulatiu, hom pot trobar la pressió i el diàmetre del porus on el 50% del volum total s'ha afegit per donar el diàmetre de porus mitjà.